# بطری لیدن
بطری لِیدِن (یا لایدن) یک قطعه الکتریکی ابتدایی است که بار الکتریکی را در ولتاژ بالا (از یک منبع خارجی) روی هادی‌های الکتریکی داخل و خارج بطری شیشه‌ای ذخیره می‌کند. این وسیله شبیه یک خازن است.
اختراع آن به روحانی آلمانی کلایست در ۱۱ اکتبر ۱۷۴۵ و متخصص هلندی پیتر فن موسخنبروک از لیدن در ۱۷۴۵–۱۷۴۶ نسبت داده شده‌است. این اختراع، برای کوشش در ساخت آن، به نام دانشگاه لیدن نام‌گذاری شده‌است.
بطری لیدن برای بسیاری از آزمایش‌های اولیه در برق به کار می‌رفت و ساخت آن در مطالعه الکترواستاتیک مهم بود، چرا که نخستین وسیله برای جمع‌آوری و نگه‌داری بار الکتریکی زیاد بود.

## ساختار
این ویسله از یک بطری شیشه ای ساخته شده که سطح درونی و بیرونی ان با ورق نازک قلع پوشیده شده است. ورقه درونی  توسط سیم یا زنجیر فلزی به فلزی ثابت داخل بطری اتصال دارد. امروزه برای برای باردار کردن بطری لیدن، روی بدنه فلزی  و سر میله فلزه سوکت هایی نصب می کنند که از طریق آنها خازن توسط مولد وان دو گراف باردار می شود .